# Monopis speculella
Monopis speculella är en fjärilsart som beskrevs av Philipp Christoph Zeller 1852. Monopis speculella ingår i släktet Monopis och familjen äkta malar. Inga underarter finns listade i Catalogue of Life.